# La Riba de Escalote
La Riba de Escalote ist ein Ort und eine kleine nordspanische Gemeinde (municipio) mit nur 8 Einwohnern (Stand: 2024) in der Provinz Soria in der Autonomen Gemeinschaft Kastilien-León. 

## Lage
Der Ort La Riba de Escalote liegt knapp 57 km (Fahrtstrecke) südwestlich der Provinzhauptstadt Soria in einer Höhe von ca. 1030 m. Das Klima im Winter ist kühl, im Sommer dagegen durchaus warm; die eher geringen Niederschläge (ca. 505 mm/Jahr) fallen – mit Ausnahme der eher regenarmen Sommermonate – verteilt übers ganze Jahr.

## Bevölkerungsentwicklung
| Jahr      | 1970 | 1981 | 1991 | 2001 | 2011 | 2021 |
| Einwohner | 132  | 53   | 42   | 25   | 18   | 11   |

Der deutliche Bevölkerungsrückgang im 20. Jahrhundert ist im Wesentlichen auf die Mechanisierung der Landwirtschaft und den damit einhergehenden Verlust an Arbeitsplätzen zurückzuführen.

## Sehenswürdigkeiten
- Reste der Burg (Wachtturm Melero bzw. Atalaya de Hojaraca)
- Michaeliskirche
- Hippolituskapelle

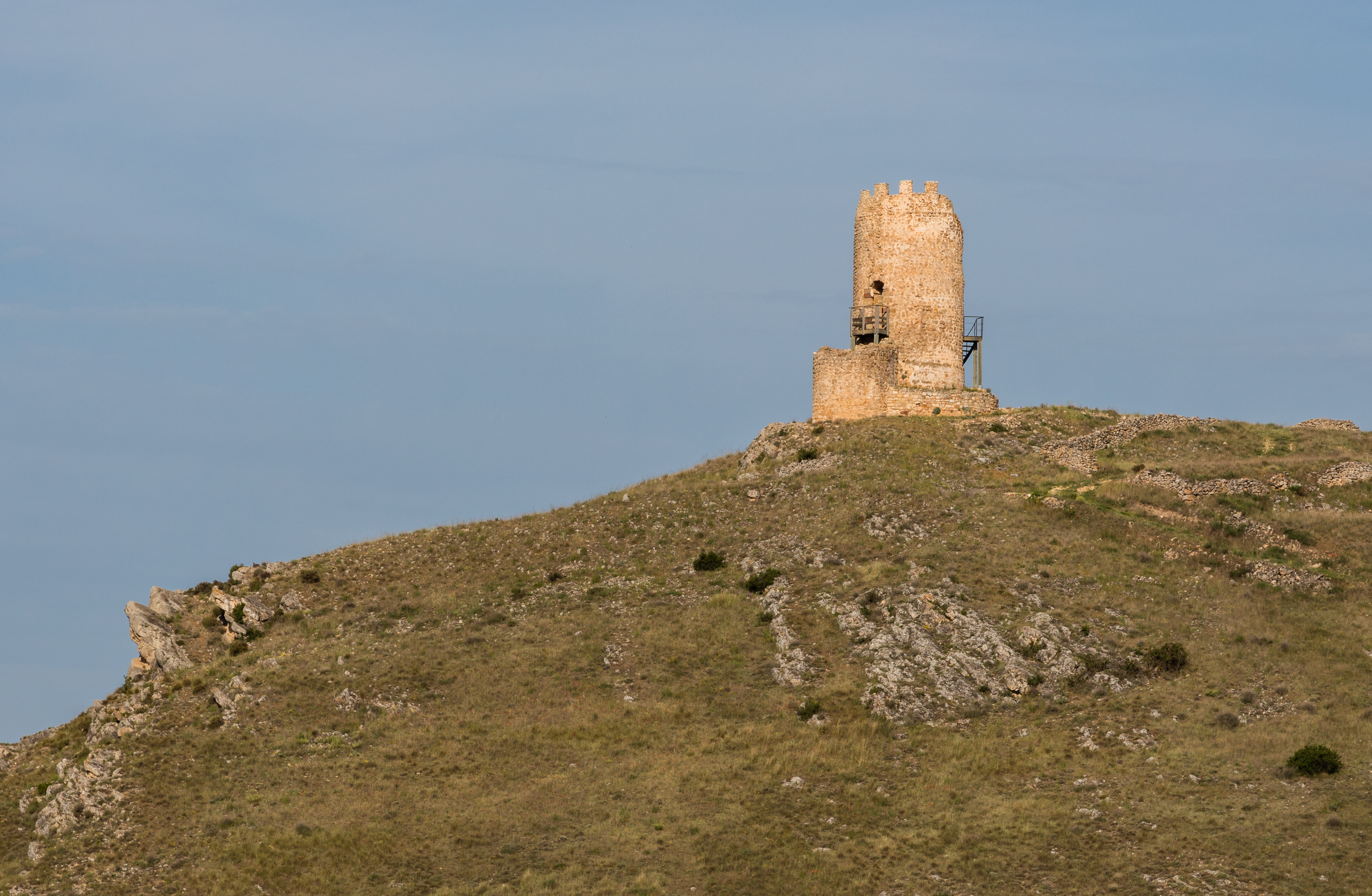
Wachtturm Melero
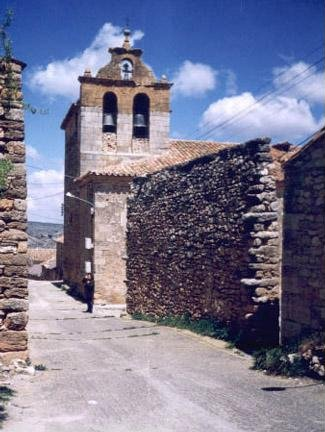
Michaeliskirche